# Lípa u Vintířova
Lípa u Vintířova je památný strom lípa malolistá (Tilia cordata) východně od Vintířova severně od Radonic v okrese Chomutov v Ústeckém kraji.
Roste v Doupovských horách v nadmořské výšce 325 m na okraji přírodního parku Doupovská pahorkatina těsně vedle kapličky Panny Marie.

## Základní údaje
Obvod kmene měří 335 cm, koruna stromu dosahuje do výšky 16 metrů (měření 2009). V roce 2009 bylo stáří stromu odhadováno na 200 let.
Lípa je chráněna od roku 1998 jako esteticky zajímavý strom, krajinná dominanta a strom významný stářím.

## Stromy v okolí
- Stromy ve Vintířovském parku
- Radonický javor
- Radonická lípa